# Artur Ziętek

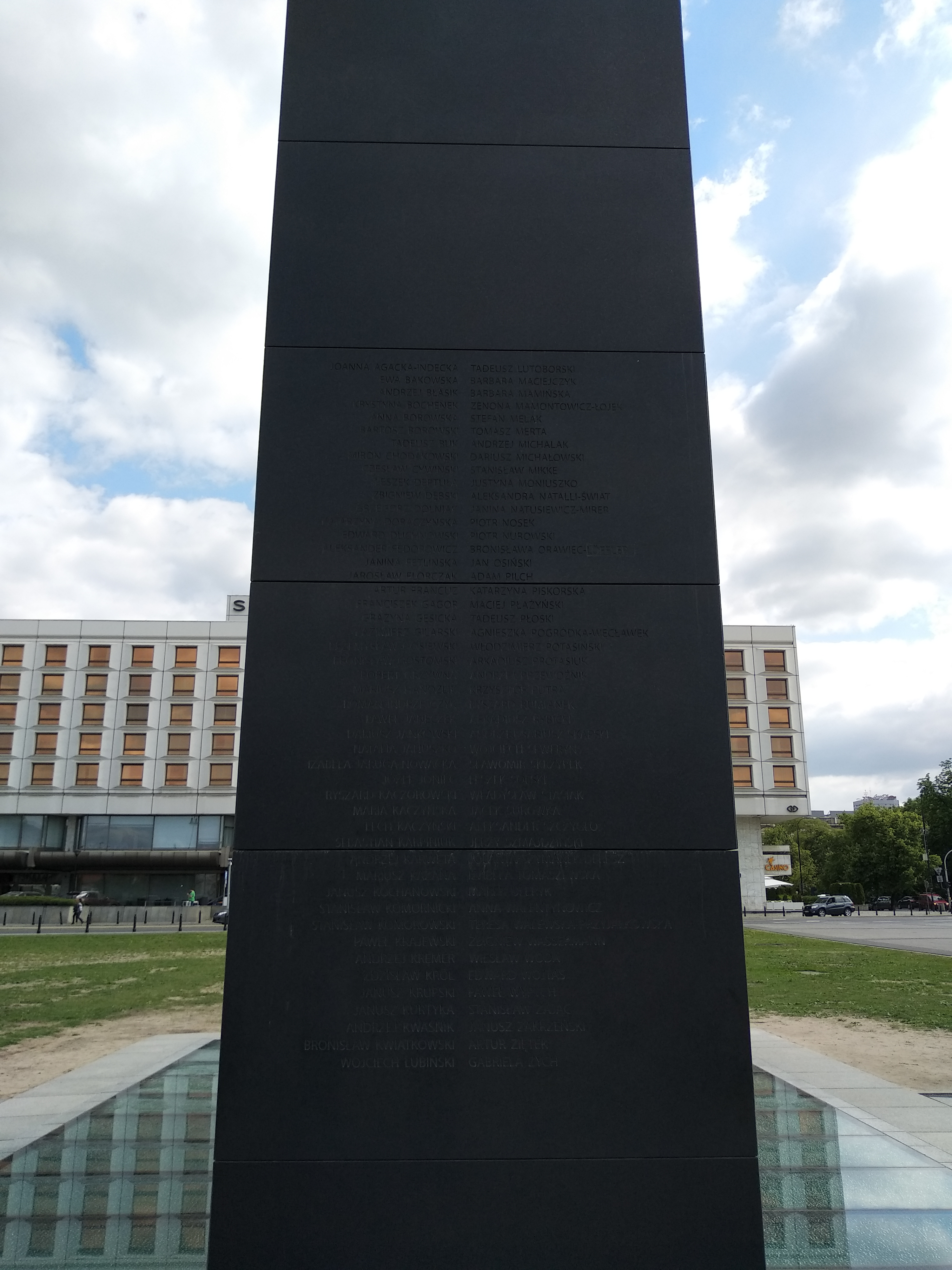
Artur Ziętek upamiętniony na Pomniku Ofiar Tragedii Smoleńskiej 2010 roku w Warszawie

Artur Karol Ziętek (ur. 12 października 1978 w Radomiu, zm. 10 kwietnia 2010 w Smoleńsku) – polski lotnik, porucznik pilot Sił Powietrznych RP, pośmiertnie awansowany do stopnia kapitana, nawigator podczas lotu PLF 101, który uległ katastrofie w Smoleńsku.

## Życiorys
Urodził się 12 października 1978 w Radomiu. Do ukończenia szkoły podstawowej mieszkał na osiedlu Ustronie.
W 1997 ukończył liceum lotnicze w Dęblinie. W 2001 został absolwentem Wyższej Szkoły Oficerskiej Sił Powietrznych w Dęblinie. W latach 2001–2007 służył w 2 Ośrodku Szkolenia Lotniczego na stanowiskach pilota i starszego pilota. Od 2007 pełnił służbę jako starszy pilot klucza lotniczego, eskadry lotniczej w 36 Specjalnym Pułku Lotnictwa Transportowego. Jego ogólny nalot wynosił 1069 godzin, w tym na Tu-154M 60 godzin.
Na początku 2010 brał udział w pomocy humanitarnej dla ofiar trzęsienia ziemi na Haiti, za co 4 lutego 2010 został wyróżniony wraz z pozostałymi członkami personelu 36 SPLT przez dowódcę Sił Powietrznych RP gen. broni pil. Andrzeja Błasika.
Zginął 10 kwietnia 2010 w katastrofie polskiego samolotu Tu-154M w Smoleńsku w drodze na obchody 70. rocznicy zbrodni katyńskiej. W trakcie lotu pełnił funkcję nawigatora w załodze samolotu, choć według wstępnych planów nawigatorem miał być Piotr Gawłowski – pilot, który był nawigatorem podczas lotu z 7 kwietnia 2010. 24 kwietnia 2010 został pochowany z honorami wojskowymi na Cmentarzu Komunalnym w Radomiu. W uroczystościach pogrzebowych wzięli udział m.in. bp Henryk Tomasik i dyrektor generalny MON Jacek Olbracht. Jego ciało zostało ekshumowane 18 maja 2017 w związku z prowadzonym przez Prokuraturę Krajową śledztwem. Został ponownie pochowany na tym samym cmentarzu 10 czerwca tego samego roku. 
Pośmiertnie, decyzją ministra obrony narodowej Bogdana Klicha z 13 kwietnia 2010, został awansowany do stopnia kapitana.
Miał żonę Magdalenę oraz dwie córki: Patrycję i Martę.

## Odznaczenia
- Krzyż Kawalerski Orderu Odrodzenia Polski – 2010, pośmiertnie[14]
- Brązowy Medal "Za Zasługi dla Obronności Kraju"[15]